# Metaphor: ReFantazio
Metaphor: ReFantazio est un jeu vidéo de rôle développé par le studio japonais Studio Zero et édité par Atlus et Sega, sorti le 11 octobre 2024 sur Microsoft Windows, PlayStation 4, PlayStation 5 et Xbox Series.

## Histoire
Metaphor: ReFantazio se déroule dans le royaume d'Euchronie, peuplé de huit tribus. Malheureusement, certaines sont moins respectées que d'autres et sont constamment victimes de discrimination. Depuis la mort du roi Hythlodaeus V, tué dans son lit par Louis Guiabern, le peuple d'Euchronie est soumis à l'anxiété d'autant plus que le prince est atteint par une malédiction depuis une dizaine d'années. De plus, le peuple est terrorisé par des monstres ayant fait leur apparition : les humains. 
Lors des funérailles du roi, il annonce que n'importe qui pourra devenir son successeur. 
Le protagoniste, incarné par le joueur, est en mission pour le prince, alors que le peuple le croit mort. Aidé de la fée Gallica, et de ses amis qu'il rencontrera au fil de son aventure, il participera au tournoi du trône pour son ami royal.

## Développement
Depuis la création de Studio Zero en 2017, le jeu fut connu sous le nom Project Re Fantasy. Il faudra attendre le Xbox Games Showcase en juin 2023 pour connaître son titre définitif.

## Musique
Shoji Meguro signe la musique de Metaphor: ReFantazio, qui a auparavant contribué pour la bande-son de la série Persona. Certaines chansons sont interprétées par le moine bouddhiste Keisuke Honryo, dont les paroles, mêlant espéranto et langue fictive de l'univers du jeu, accompagnent en particulier la musique lors des phases de combat.

## Accueil

### Accueil critique
Metaphor: ReFantazio reçoit un accueil critique très favorable, obtenant un score global de 92 % à 94 % selon la plateforme, d'après les panels de tests recensés par l'agrégateur de notes Metacritic.

### Récompenses
Aux Game Awards 2024, il est nommé pour les récompenses du jeu de l'année, de la meilleure réalisation et de la meilleure musique, et il remporte les prix de la meilleure narration, de la meilleure direction artistique et du meilleur RPG.

### Ventes
Le jeu atteint le million de copies vendues le jour de sa sortie,. En mars 2025, Sega annonce que Metaphor ReFantazio a dépassé ses objectifs de ventes.